# Riccardo Bigon
Riccardo Bigon (Padova, 26 giugno 1971) è un dirigente sportivo ed ex calciatore italiano, di ruolo difensore.

## Biografia
Laureato in Giurisprudenza all'Università degli Studi di Ferrara, è figlio dell'ex-calciatore e allenatore Alberto Bigon.

## Carriera

### Giocatore
Cresciuto nelle giovanili del Padova, nelle stagioni 1994-1995 (28 presenze), 1995-1996 e 1996-1997 gioca in Eccellenza, Campionato Nazionale Dilettanti e Serie C2 con il Mestre ottenendo due promozioni.
Nel campionato 1998-1999 e nel campionato 1999-2000 gioca per il Thiene Valdagno nel Campionato Nazionale Dilettanti, passando poi nel 2000-2001 alla Pievigina in Serie D dove gioca assieme a suo fratello Davide.
Nel 2001-2002 e 2002-2003 veste la maglia del Conegliano in Eccellenza e Serie D mentre nella stagione 2003-2004 gioca per il Bassano in Serie D dove chiude la carriera.

### Dirigente
Dal 2004 al 2009 ha svolto il ruolo di Team Manager e Direttore Generale nella Reggina.
 Dal 7 ottobre 2009 al 6 giugno 2015 è stato il Direttore Sportivo del Napoli che riporta in Champions League e con cui vince due volte la Coppa Italia e una volta la Supercoppa italiana.
L'8 giugno 2015 firma un contratto triennale con l'Hellas Verona come direttore sportivo a partire dal 1º luglio in sostituzione di Sean Sogliano. Il 6 giugno 2016, dopo aver lasciato il club veneto in seguito alla retrocessione in Serie B, diventa il nuovo direttore sportivo del Bologna. Il 31 maggio 2022 viene sostituito da Giovanni Sartori.
A gennaio 2023 è entrato in City Football Group come consulente tecnico, con l'incarico di responsabile dello sviluppo dei club controllati dal gruppo; da ottobre 2024 è direttore tecnico globale della stessa società.

## Carriera in sintesi
- 2004-09: Reggina - Team Manager e Direttore generale
- 2009-15: Napoli - Direttore sportivo
- 2015-16: Verona - Direttore sportivo
- 2016-22: Bologna - Direttore sportivo
- 2023-24: City Football Group - Consulente Tecnico
- 2024-: City Football Group - Direttore Tecnico Globale

## Palmarès

### Giocatore

#### Competizioni regionali
- Eccellenza: 2

Mestre: 1994-1995
Conegliano: 2001-2002

#### Competizioni nazionali
- Campionato Nazionale Dilettanti: 1

Mestre: 1995-1996